# ازدحام در کوه مرون
ازدحام در کوه مرون در ۳۰ آوریل ۲۰۲۱، در مراسم مذهبی لاگ بعومر واقع در کوه مرون در منطقهٔ الجلیل بالا  در اسرائیل رخ داد. این فاجعه حدود ساعت ۰۰:۵۰ به وقت محلی روی داد و دست کم ۴۵ کشته و بیش از صد زخمی برجای گذاشت و ده‌ها نفر به شدت زخمی شدند. این یکی از بدترین بلایای غیرنظامی در تاریخ اسرائیل بوده‌است.